# Northern extended millimeter array
L'observatoire NOEMA (NOrthern Extended Millimeter Array), anciennement Interféromètre du plateau de Bure, est un radiotélescope, observant les ondes radio millimétriques (0,8, 1, 2 et 3 millimètres), situé à 2 550 mètres d'altitude sur le plateau de Bure dans les Alpes du sud en France. Dans la configuration qui est opérationnelle depuis octobre 2022, il comprend un réseau de 12 antennes de 15 mètres de diamètre dont les signaux permettent, en les combinant par interférométrie, d'atteindre une résolution angulaire de 0,1 seconde d'arc. L'observatoire est géré par l'Institut de radioastronomie millimétrique (IRAM) dont les locaux se situent à Grenoble et qui est financé conjointement par la France, l'Allemagne et l'Espagne. NOEMA est le radiotélescope millimétrique le plus puissant de l’hémisphère nord.

## Historique

### Création de l'IRAM et de l'observatoire du plateau de Bure (1979-1989)
L'Institut de radioastronomie millimétrique (IRAM) est fondé en 1979 par le Centre national de la recherche scientifique (CNRS) en France et la Max-Planck-Gesellschaft (MPG) en Allemagne dans le but de construire des instruments  dédiés à la radioastronomie millimétrique. À l'époque, la coopération franco-allemande est fortement encouragée par les instances politiques. Ces deux organismes sont rejoints en 1990 par l'Instituto Geografico Nacional (IGN) espagnol. L'IRAM s'installe à Grenoble et lance la construction d'un observatoire astronomique sur un site en altitude (2 550 mètres) situé sur le plateau de Bure (massif du Dévoluy) à une centaine de kilomètres à vol d'oiseau au sud de Grenoble. L'Interféromètre du plateau de Bure est inauguré en 1989 et compte initialement trois antennes de 15 mètres de diamètre. Au cours des  années 1990, s'ajoutent les antennes 4 et 5, puis, en 2000, l'antenne numéro 6. 

### Accident de téléphérique de 1999
En raison de sa position sur un plateau isolé et difficile d'accès, un téléphérique est construit dans les années 1980 pour desservir l'observatoire. En 1999, la cabine, dont le frein de chariot avait été démonté sans l'accord du constructeur, se décroche faisant 20 morts dont cinq membres de l'observatoire (Catastrophe du téléphérique de Saint-Étienne-en-Dévoluy). Un nouveau téléphérique est mis en service en 2015 mais il est lui-même victime d'un déraillement hors-exploitation fin 2016. Il ne sera autorisé à transporter du personnel qu'à compter de 2024.

### Extension de l'observatoire (2011-2022)
En juin 2011, les trois organismes gérant l'IRAM décident d'accroître fortement les capacités de l'observatoire. Dans le cadre de ce projet, l'observatoire est rebaptisé NOEMA (NOrthern Extended Millimeter Array). Les travaux d'extension doivent être réalisés en deux phases. Durant la première phase qui doit s'achever en 2016 quatre nouvelles antennes doivent être ajoutées. Dans une deuxième phase, deux nouvelles antennes seront ajoutées et les voies sur lesquelles circulent les antennes seront allongées permettant ainsi d'augmenter le diamètre de l'antenne virtuelle créée par interférométrie. Le coût de la première phase est évalué à 35 millions € tandis que celui de la deuxième phase est chiffré à 16 millions €.
Le projet NOEMA débute avec l'assemblage de la septième antenne début 2013 qui est effectué dans le bâtiment conçu à cet effet sur le plateau de Bure. En octobre 2015, un nouveau téléphérique desservant le site est inauguré. Il remplace une installation similaire qui avait été mise hors service 16 ans auparavant à la suite d'un accident qui avait provoqué la mort de 20 techniciens et ouvriers. Un nouveau corrélateur, baptisé PolyFix, est mis en service en novembre 2017. Celui-ci permet d'élargir la bande spectrale observable et peut gérer la configuration finale à 12 antennes. Avec la mise en service en septembre 2018 de la 10e antenne, la première phase du projet s'achève,.
La deuxième phase du projet, dont l'objectif est d'ajouter deux antennes et d'étendre la ligne de base  est-ouest sur laquelle circulent les antennes de 752 mètres vers l'est et de 160 mètres vers l'ouest, porte le diamètre virtuel de l'observatoire à 1,7 kilomètre. 
La onzième antenne est inaugurée en septembre 2020 et la douzième en janvier 2022. La phase 2 s'achève le 30 septembre 2022 par l'inauguration de l'extension des lignes de base.

## Le site de l'observatoire

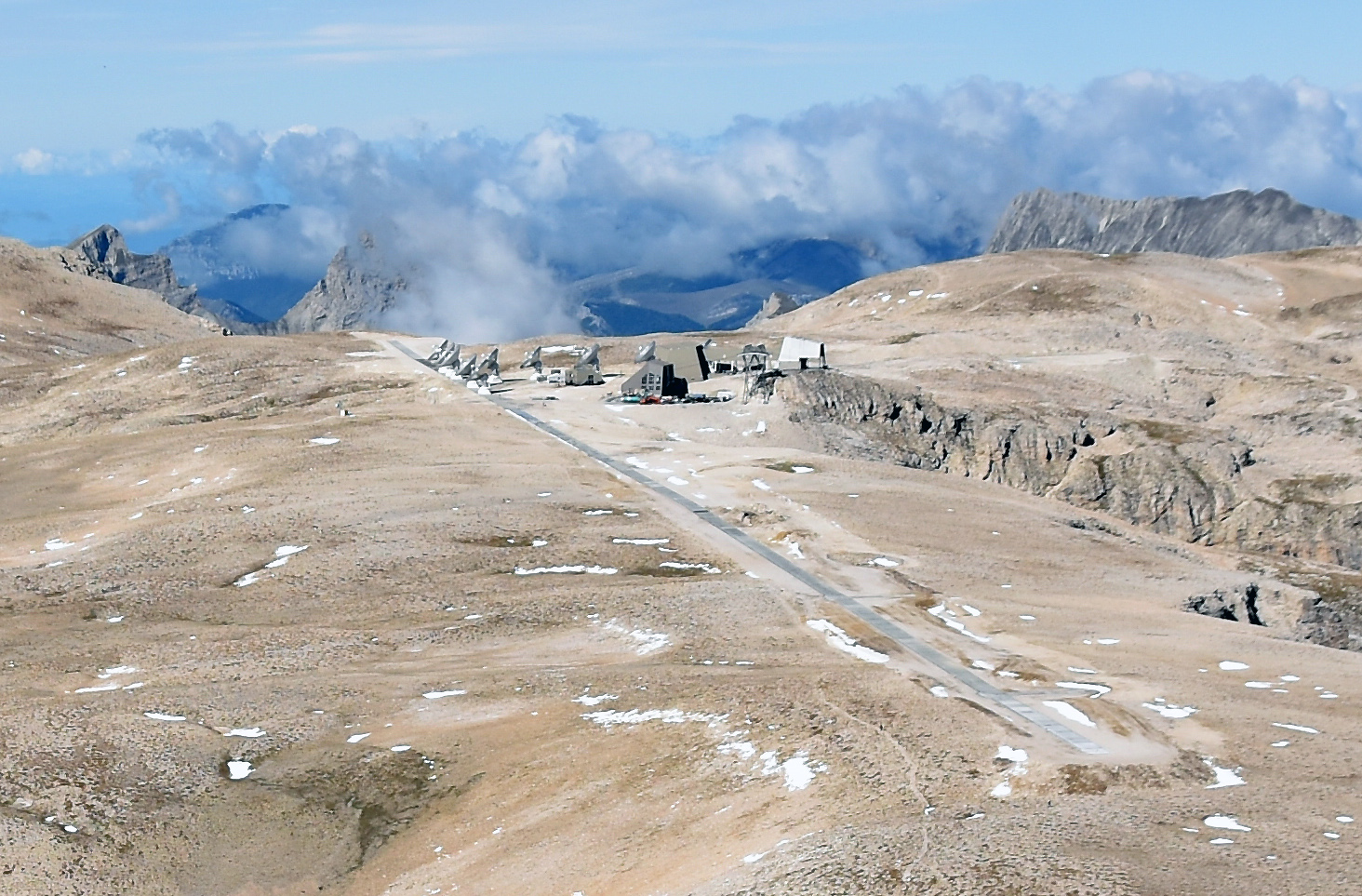
Vue d'ensemble de l'observatoire.

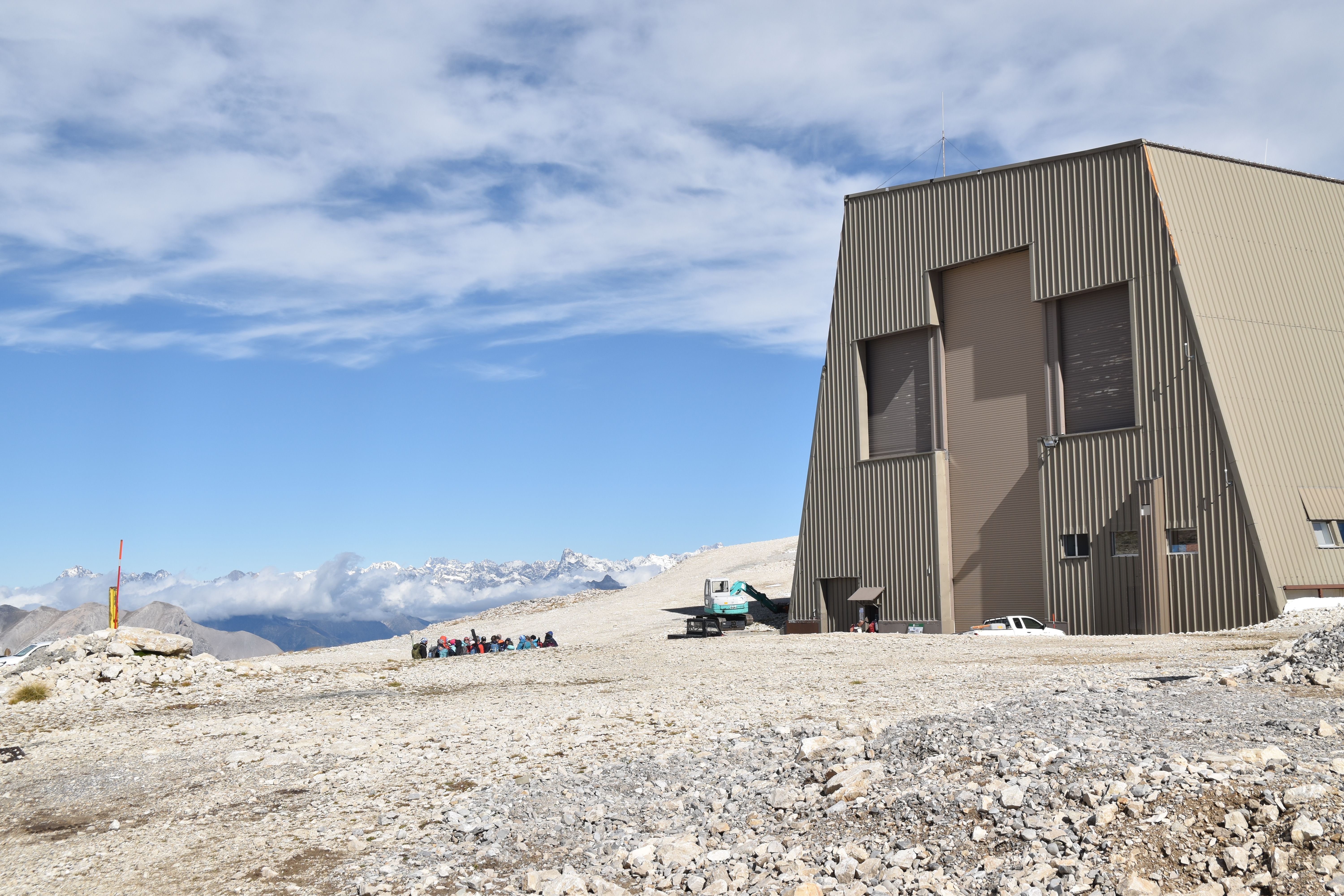
Le hangar où sont assemblées et réparées les antennes.

L'observatoire est situé à plus de 2 500 mètres d‘altitude sur le plateau de Bure (massif du Dévoluy) à une centaine de kilomètres à vol d'oiseau au sud de Grenoble. Ce plateau calcaire pratiquement plat est long d'environ 1,5 km pour une largeur de quelques centaines de mètres. Grâce à l'altitude de l'observatoire, la couche atmosphérique supérieure contient souvent moins de 2 millimètres de vapeur d'eau ce qui facilite les observations. Mais les conditions atmosphériques sont sévères en hiver avec des températures pouvant descendre à −30 °C, de fortes chutes de neige et des conditions de givrage qui ne sont pas exceptionnelles. Le plateau de Bure est cerné de tous côtés par des à-pics et des pentes très fortes ; aussi aucune route ne dessert l'observatoire qui n'est accessible que par des chemins de montagne (dénivelé supérieur à 1 000 mètres à compter de l'extrémité des routes carrossables) ou par un téléphérique construit à cet effet qui part de la station de ski de SuperDévoluy,. Toutefois ce dernier n'est utilisé que pour le transport de matériel depuis l'accident mortel de 1999. Sa capacité est de 6 tonnes ce qui impose de démonter les équipements les plus lourds (engins de chantier, radiotélescopes,...) pour pouvoir les hisser sur le plateau. Les équipes, qui se relaient chaque semaine pour faire fonctionner l'observatoire, sont transportées par hélicoptère ou montent à pied. Un nouveau téléphérique est construit en 2015 ne transportant que du matériel dans un premier temps. Depuis 2024 le personnel peut de nouveau emprunter le téléphérique. 
Outre les installations du téléphérique, l'observatoire comprend un centre de contrôle des antennes, une installation informatique permettant de traiter les signaux radio pour les transformer en données utilisables par les astronomes, cosmologistes et astrophysiciens, un hangar de grande taille permettant l'assemblage et la maintenance de deux antennes et des logements pour une quarantaine de personnes en chambres doubles ou simples. Le plateau de Bure est très venté (des vitesses de plus de 200 km/h ont par exemple été enregistrées en 2022) et les installations sont conçues pour résister à des vents de 250 km/h. L'observatoire consomme une grande quantité d'énergie pour maintenir les paraboles à température constante et éviter leur déformation qui dégraderait leurs performances : celle-ci est fournie par deux lignes à haute tension enterrées qui ont été tirées entre l'observatoire et la vallée. Seuls des panneaux solaires expérimentaux du CEA sont présents sur le site. Sur le massif calcaire occupé par l'observatoire, il n'existe aucune source d'eau. Celle-ci est fournie tout au long de l'année par la fonte de la neige accumulée durant l'hiver et qui est stockée dans une profonde fosse naturelle. Pour les échanges avec l'IRAM à Grenoble, une fibre optique dédiée, ne comportant aucun relais intermédiaire, a été tirée entre le site de l'observatoire et Grenoble.      

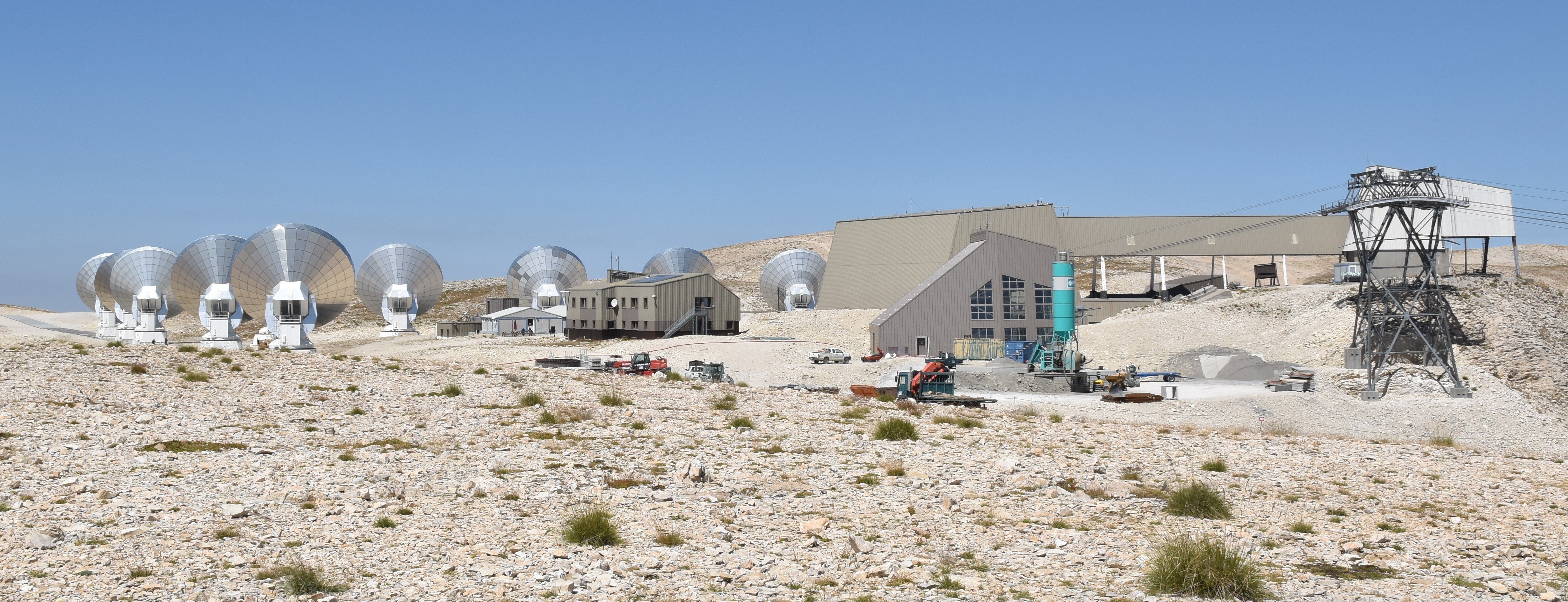
L'observatoire en cours d'agrandissement (aout 2022). De gauche à droite : l'extrémité ouest de la voie est-ouest, plusieurs antennes, bâtiment central, terminus du téléphérique avec en arrière plan le bâtiment dans lequel sont assemblés ou réparés les radiotélescopes, à l'extrême droite le terminus de l'ancien téléphérique (couleur blanc cassé).

## Fonctionnement

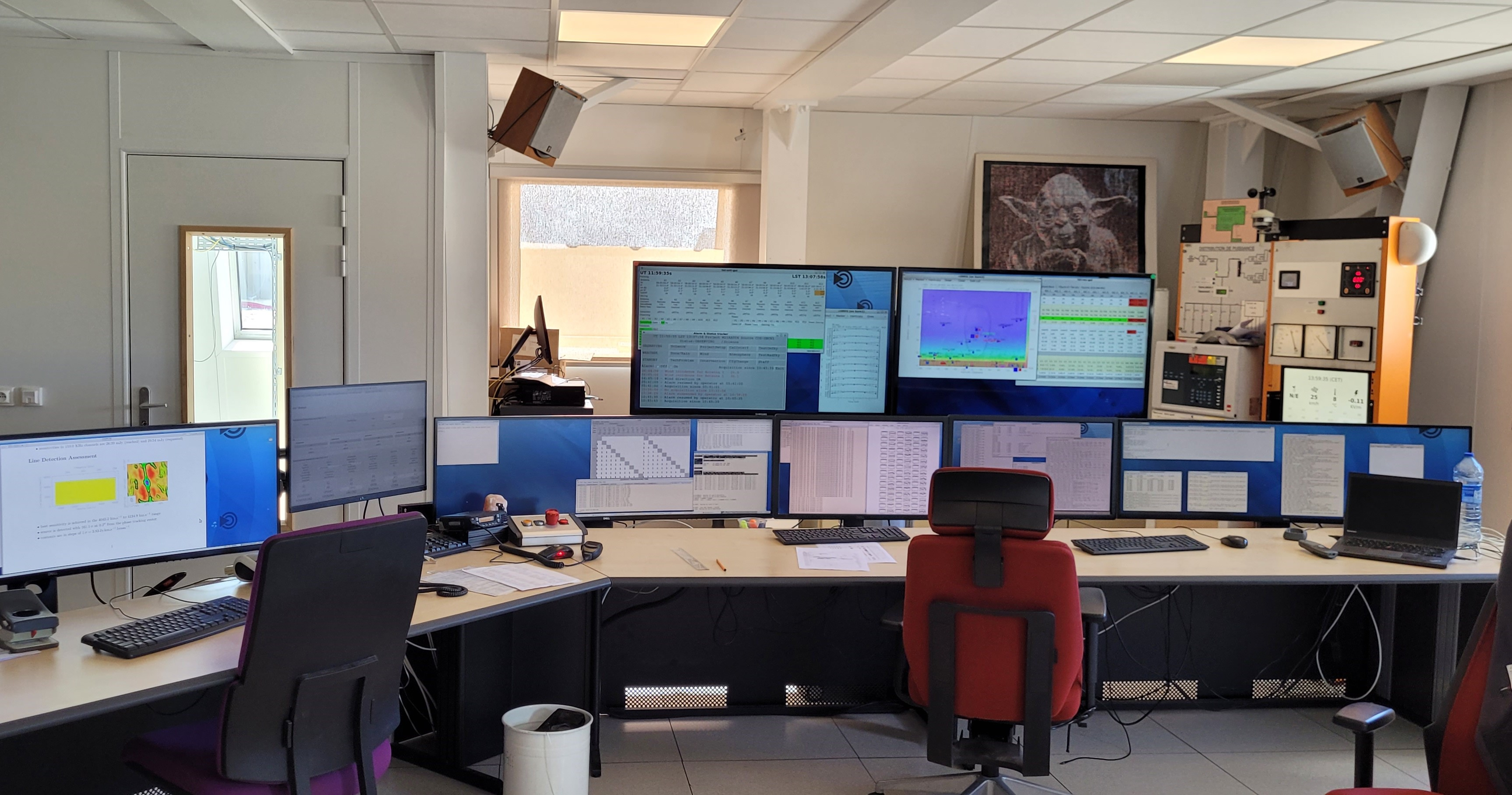
Le centre de contrôle des antennes.

Pendant les observations, les antennes de NOEMA opèrent en réseau, une technique appelée interférométrie. Toutes les antennes NOEMA sont pointées vers une même source céleste. Les signaux ainsi reçus par chaque antenne sont combinés grâce à un super ordinateur, aussi appelé corrélateur. Celui-ci produit des images de la source astronomique d’une sensibilité et résolution exceptionnelles. NOEMA fonctionne comme une caméra à objectif variable. En modifiant la configuration des antennes, les astronomes peuvent 'zoomer’ sur un objet céleste pour en observer les détails les plus petits. Plus la configuration est étendue, plus le zoom est puissant. Dans sa configuration la plus étendue, NOEMA obtient une résolution spatiale de 0.1 seconde d'arc à 350 GHz. Autrement dit, la résolution spatiale de NOEMA est si élevée que ses antennes seraient capables de distinguer un smartphone à une distance de plus de 500 kilomètres.
Les trois centres de recherche qui financent l'observatoire disposent de 80% du temps d'observation. Les 20% restant sont mis à disposition gratuitement de la communauté internationale des astronomes/astrophysiciens. Les demandes excédant dans un rapport de un à trois le temps disponible, une sélection des projets est effectuée chaque année en fonction de leur pertinence et des retombées en termes de notoriété pour l'observatoire. Une observation dure en général quelques heures durant lesquelles le pointage des radiotélescopes est maintenu avec une extrême précision sur la cible étudiée.  
L'observatoire fonctionne 24 h/24 (contrairement aux télescopes optiques, un radiotélescope peut fonctionner durant la journée) et 365 jours par an. Pour maintenir les installations en état de marche et assurer le pointage des radiotélescopes, deux équipes de sept personnes se relaient chaque semaine sur le site. Chaque équipe comprend deux opérateurs qui se relaient par tranche de 12 heures pour piloter le pointage des radiotélescopes, un mécanicien et un électrotechnicien qui assurent la maintenance des antennes et des autres équipements de l'observatoire, une infirmière et un cuisinier. Les postes techniques nécessitent une longue formation du fait de la complexité des tâches (opérateurs) ou de la polyvalence nécessaire pour couvrir tous les types de travaux.

## Astronomie radio
Chaque objet cosmique émet différentes catégories de lumière, en fonction de sa composition et de sa température : lumière visible et ultraviolette mais également infrarouge ou ondes radio. Pour obtenir une compréhension complète d’un objet cosmique, l’astronomie moderne combine des observations à différentes longueurs d’onde.
Complémentaire à l’astronomie optique qui est surtout sensible à l’Univers chaud (les étoiles, typiquement quelques milliers de degrés Celsius), les radiotélescopes, tels que NOEMA, sondent l’Univers froid (autour de -250 degrés Celsius). Ils permettent ainsi d'observer la formation et l’évolution des galaxies, des étoiles, des planètes et des molécules interstellaires, “briques élémentaires” de la vie.

## Résultats scientifiques
Au cours des 30 dernières années, les télescopes de l'IRAM ont réalisé des travaux pionniers dans le domaine de la radioastronomie. NOEMA a fourni des images d’étoiles naissantes et en fin de vie, de trous noirs aux confins de l’univers, formés peu après le Big Bang et de disques autour de jeunes étoiles, véritables berceaux de formation planétaire. NOEMA a observé la galaxie la plus lointaine connue à ce jour. NOEMA et le télescope de 30 mètres ont obtenu les premières images radio complètes et détaillées des galaxies proches et de leur gaz. NOEMA a aussi obtenu la première image d’un disque de gaz entourant un système d’étoile double (GG Tau, Guilloteau et al. 1994). Par la suite, ses antennes ont capté pour la première fois une cavité dans un de ces disques, indice majeur pour l’existence d’un objet planétaire qui orbite autour de l’étoile et qui absorbe de la matière sur sa trajectoire (Piétu et al. 2011). Les observatoires de l’IRAM ont découvert un tiers des molécules interstellaires connues à ce jour (ApJ, 2018, Brett A. McGuire). Les deux observatoires sont à la recherche de molécules prébiotiques dans l’espace, éléments clés de la vie sur Terre.  
NOEMA avec le deuxième observatoire de l'IRAM, le télescope de 30 mètres fait partie du réseau global EHT (Event Horizon Telescope) qui a présenté en 2019 la première image d'un trou noir.

## Caractéristiques techniques

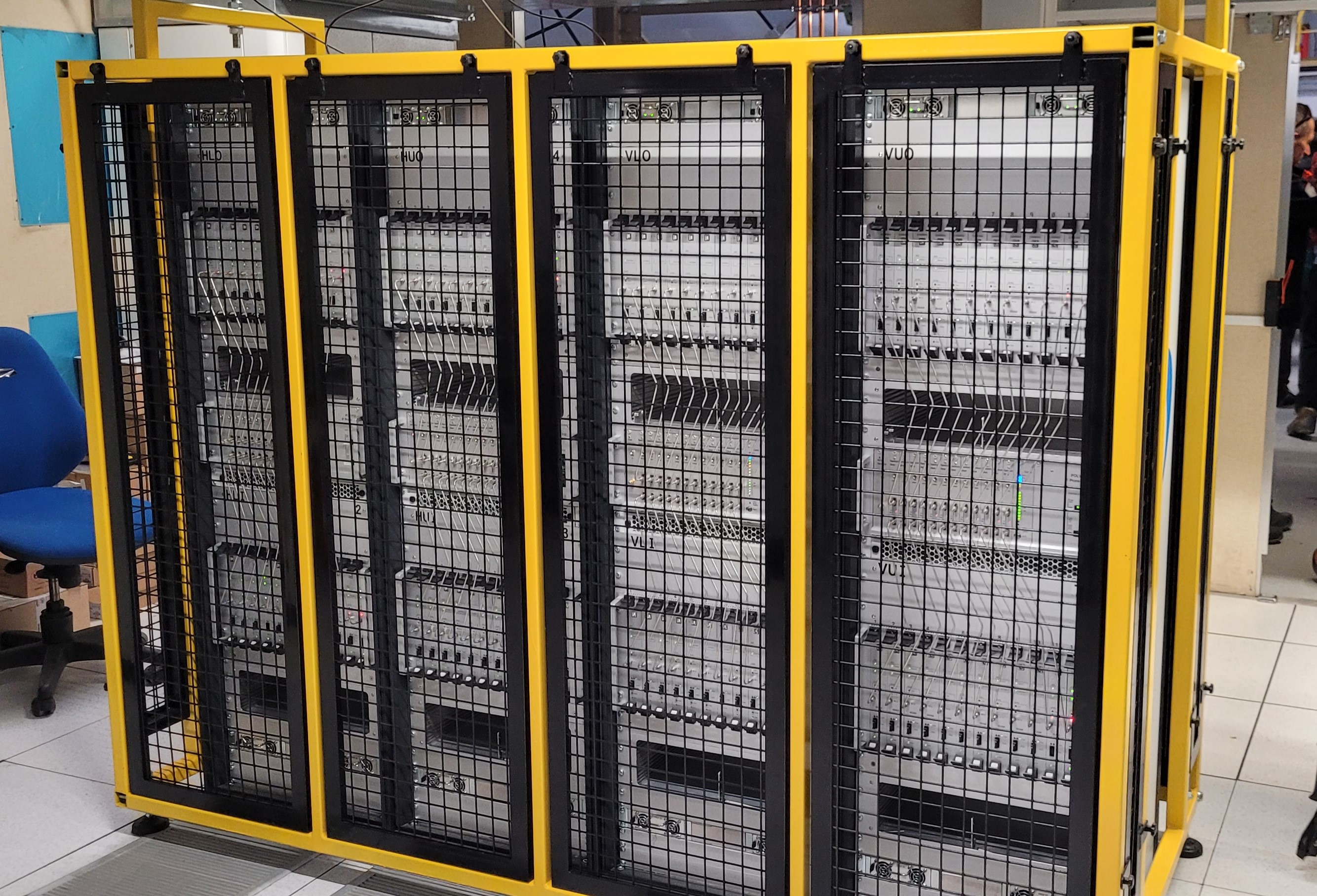
Le corrélateur.

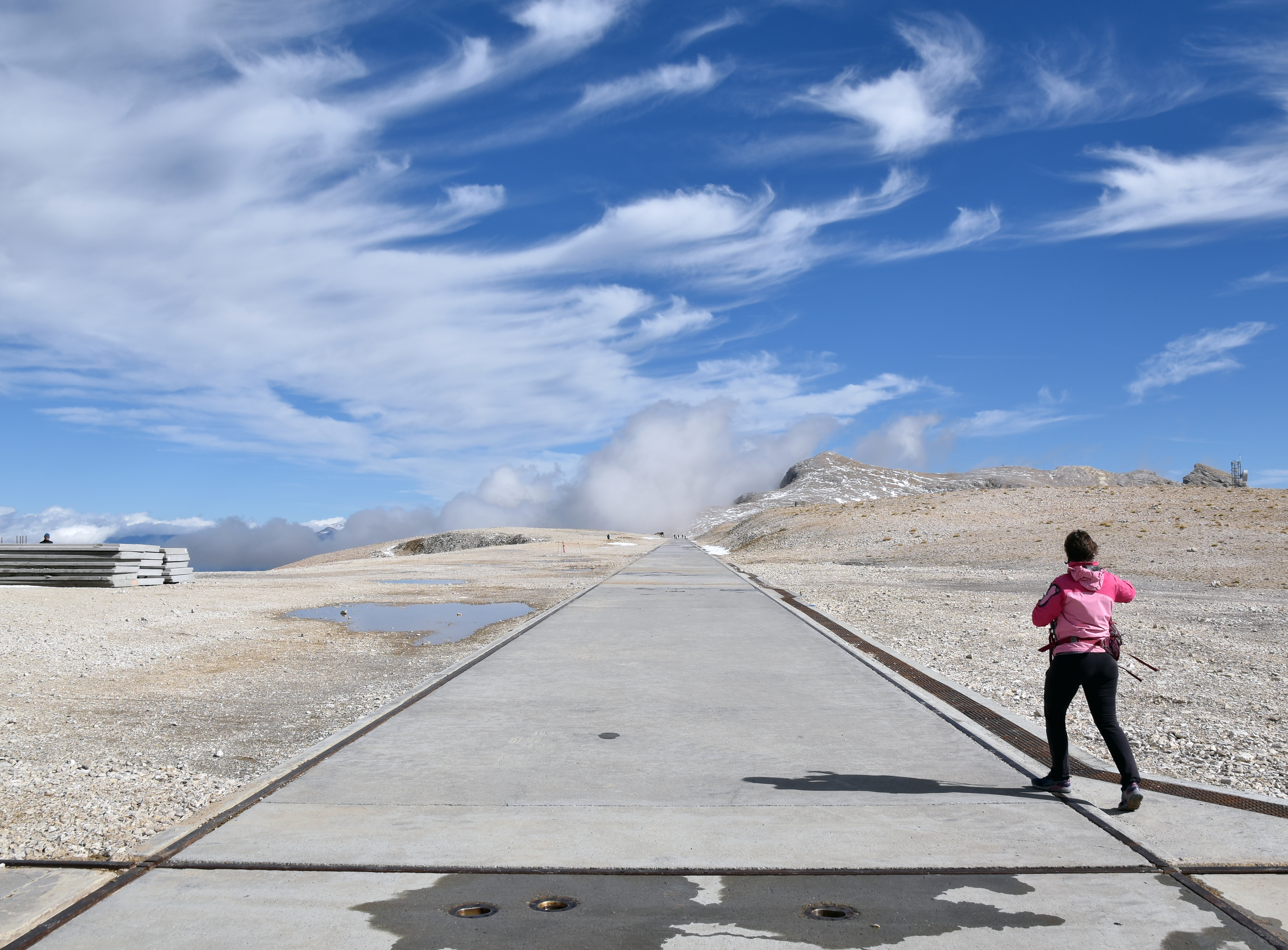
La branche la plus longue du chemin de roulement des antennes mesure 1,7 kilomètre. À son extrémité le plateau monte jusqu'au pic de Bure visible en arrière-plan.

Dans sa configuration de fin 2022, l'observatoire comprend  12 antennes de type Cassegrain d'un diamètre de 15 mètres avec une surface collectrice unitaire de 177 m2. Chaque parabole est constituée d'une structure de poutrelles en fibre de carbone recouvertes de 176 panneaux en alliage d'aluminium. Les irrégularités de surface sont comprises entre 25 et 40 microns (épaisseur d'un cheveu humain). Pour maintenir cette précision, la forme et l'orientation de chaque panneau peuvent être modifiées à l'aide de quatre moteurs pas à pas. Par ailleurs, des résistances électriques chauffantes maintiennent la température des panneaux pour limiter les déformations thermiques. Chaque antenne pèse 120 tonnes. La parabole repose sur une monture altazimutale qui peut être pointée avec une précision de 1,5 seconde d'arc en élévation et en azimut. Les signaux radio captés par la parabole sont renvoyés vers un miroir secondaire placé au foyer qui les réfléchit à son tour vers le récepteur. Celui-ci, développé par l'IRAM, exploite la technique des jonctions solides SIS (supraconducteur-isolant-supraconducteur). Le récepteur comporte quatre capteurs centrés sur les longueurs d'onde 0,8, 1, 2 et 3 millimètres qui chacun permettent d'observer les émissions sur une largeur de 32 GHz. Les capteurs sont refroidis à 4 kelvins par des réfrigérateurs (donc sans liquide cryogénique). Un corrélateur (super ordinateur) situé sur le site de Bure analyse les signaux produits par les 12 radiotélescopes et produit en sortie jusqu'à 128 000 canaux spectraux distincts. Les radiotélescopes fonctionnent tant que le vent ne dépasse pas 50 km/h,.
Les 12 antennes peuvent être déplacées le long de deux axes dont le plus long mesure 1,7 kilomètre. PNOEMA fonctionne comme une caméra à objectif variable. Plus les antennes sont écartées, plus les astronomes peuvent observer des détails fins. Dans son extension maximale, l'instrument peut distinguer un smartphone à une distance de 500 kilomètres. Les antennes se déplacent à la façon d'un train sur des rails de chemin de fer sur les lignes de base qui sont des bandes de roulement de 5 mètres d'entraxe. Chaque rail repose sur une longrine formée d'une semelle filante en béton de 50 cm de large pour 1,4 mètre de profondeur. Les longrines sont reliées entre elles par une dalle de béton de 20 centimètres d'épaisseur. Le rail est de type pont roulant Patry A65.

## Galerie d'images

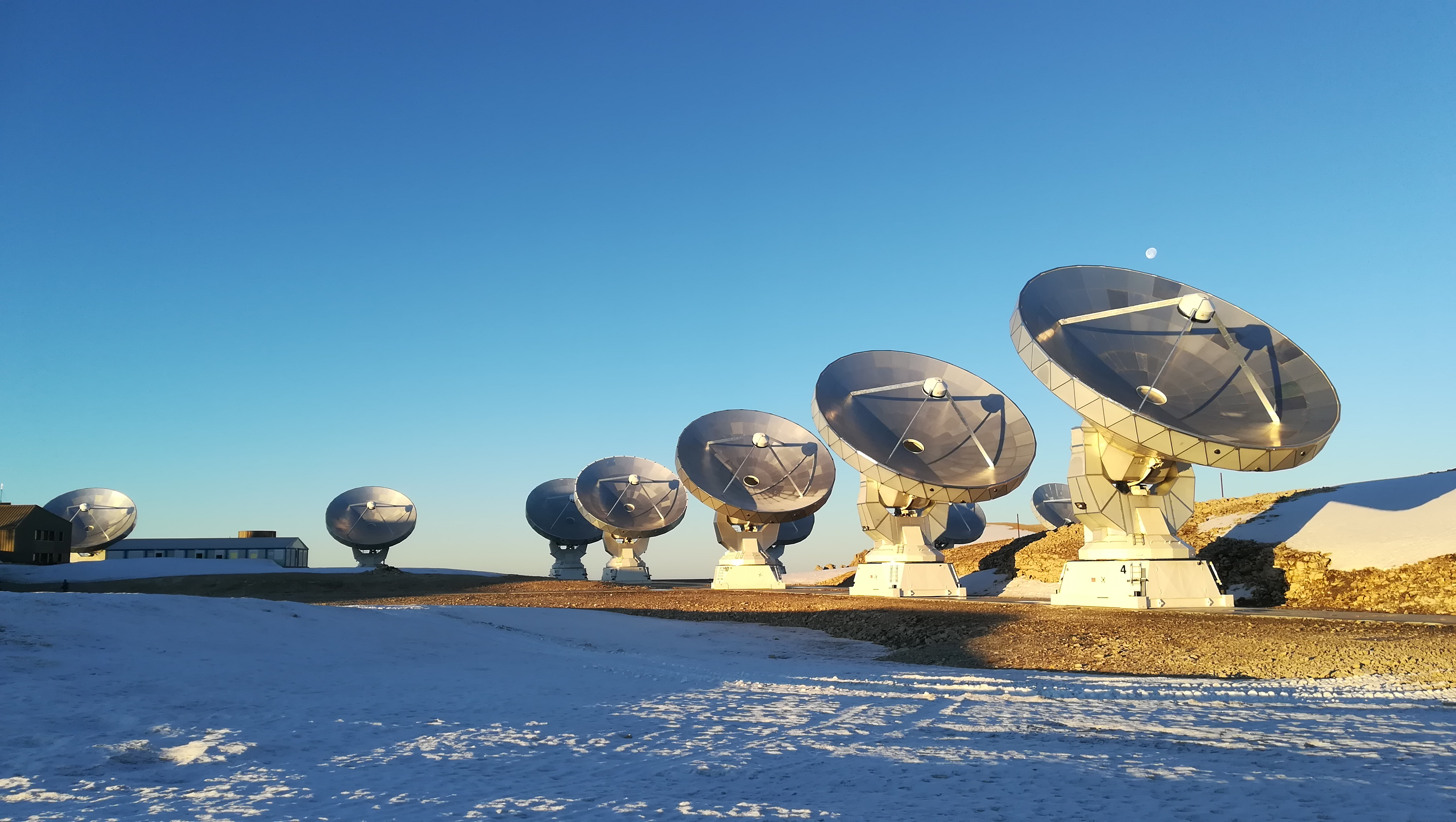
Les antennes de l'observatoire NOEMA
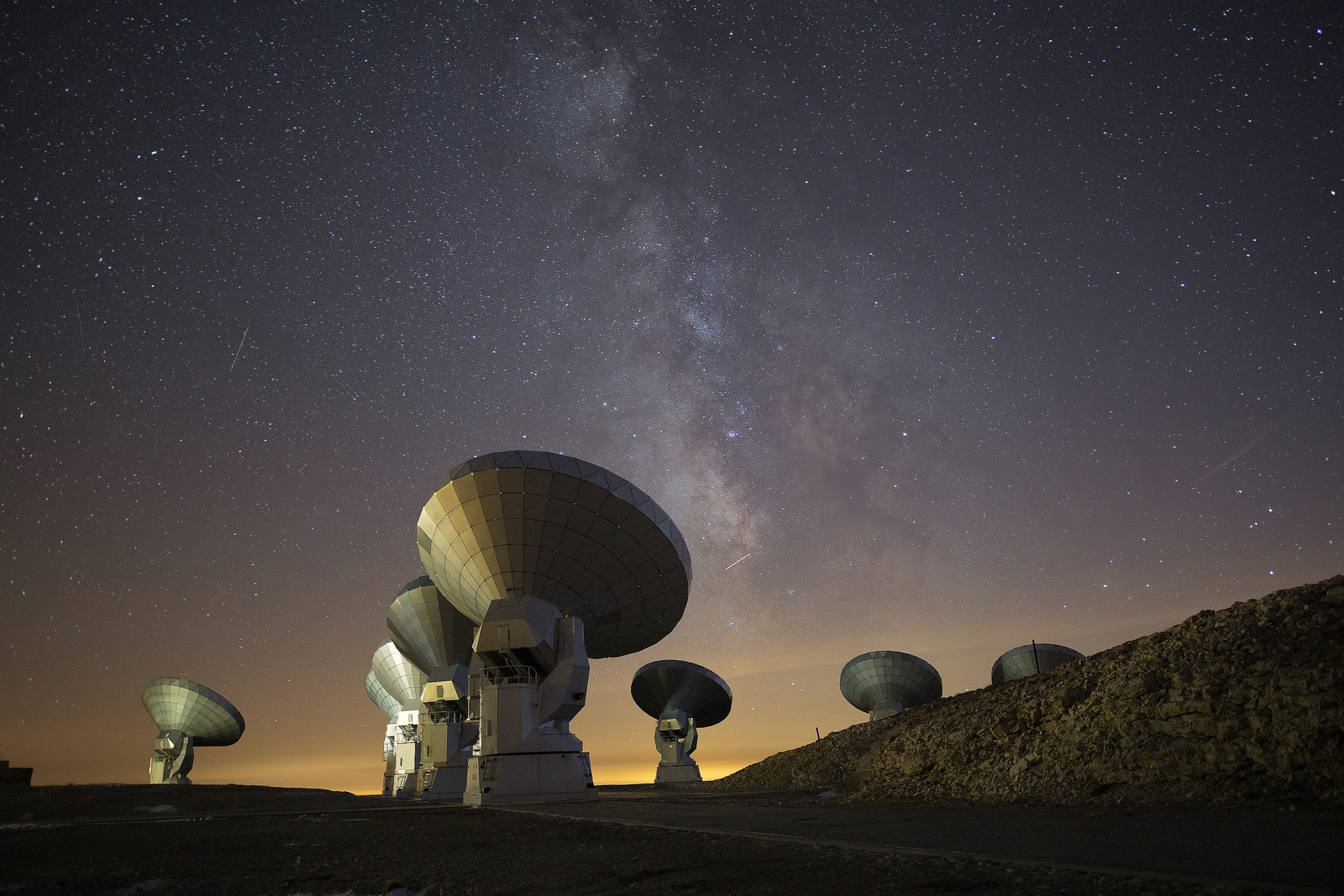
Les antennes NOEMA sous le ciel étoilé
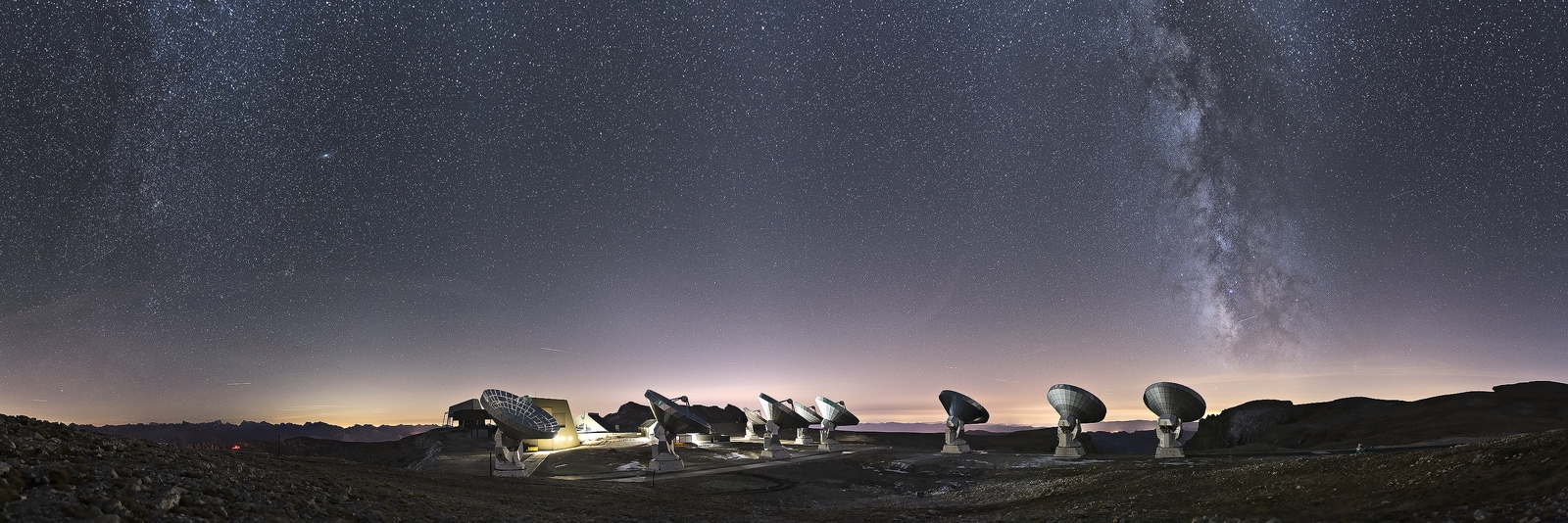
Les antennes NOEMA scrutent le ciel de nuit

## Évolutions prévues ou envisagées

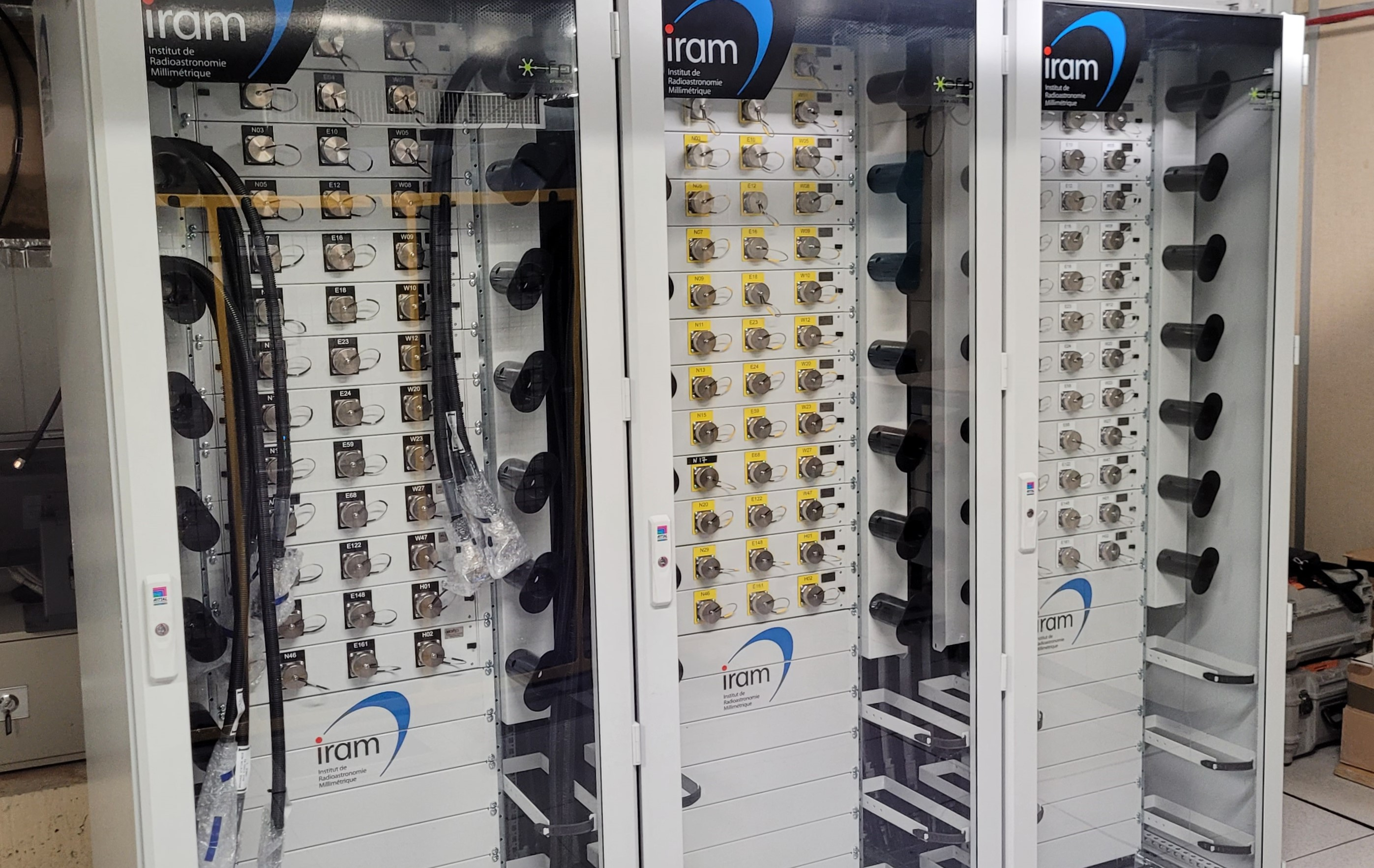
Baie contenant les arrivées des fibres optiques qui seront utilisées pour le passage à 9 pixels.

Les images produites par l'observatoire en 2022 ne comportent qu'un seul pixel. Pour obtenir une image d'une taille supérieure il faut effectuer une succession d'observations associées en modifiant le pointage des radiotélescopes. Un développement est en cours pour permettre de produire en une seule passe des images de 9 pixels. Par ailleurs une évolution, pour l'instant non financée, consistera en l'installation de radiotélescopes supplémentaires fixes à une distance d'environ 60 kilomètres. Ceux-ci seraient installés en altitude sur des sites présentant des caractéristiques proches de celles du plateau de Bure.

## Cinéma et télévision
En 2019, l'observatoire NOEMA sert de décor à la série Franco-Britannique La Guerre des Mondes.

### Sources
- (en) Roberto Neri, The NOrthern Extended Millimeter Array NOEMA, IRAM, 2018, 78 p. (lire en ligne)  — Caractéristiques techniques détaillées de l'observatoire.
- (en) M. Krips, An Introduction to the IRAM NOEMA interferometer, IRAM, 2019, 18 p. (lire en ligne)  — Présentation des caractéristiques de l'observatoire à destination de futurs utilisateurs.
- Alain Omont, Jérôme Pety et Michel Guelin, « NOEMA - Une fenêtre sur les mondes en formation », L'Astronomie, vol. 131, no 101,‎ janvier 2017, p. 12-21 (lire en ligne)Présentation de NOEMA
- (en) Javier R. Goicoechea, ALMA/NOEMA and the Interstellar Medium, ICMM, 2019, 42 p. (lire en ligne)  — NOEMA / ALMA et l'étude du milieu interstellaire.

### Vidéos
- Vidéo sur Youtube sur l'observatoire NOEMA
- Vidéo sur l'IRAM et la première image d'un trou noir